# بوب دايموند
بوب دايموند (بالإنجليزية: Bob Diamond)‏ هو مصرفي أمريكي، ولد في 27 يوليو 1951 في هوليوك في الولايات المتحدة.

## وصلات خارجية
- بوب دايموند على موقع إن إن دي بي (الإنجليزية)